# Переулок Пирогова (Санкт-Петербург)
Переулок Пирого́ва — переулок в Адмиралтейском районе Санкт-Петербурга. Проходит от Вознесенского проспекта до дома 21 по улице Декабристов.

## История названия
20 августа 1739 года присвоено наименование Малая Съезжая улица, по находящемуся поблизости съезжему двору 2-й Адмиралтейской части. С 1755 года носит название Малая Офицерская улица или 1-я Офицерская улица, названа по параллельно проходящей Офицерской улице (ныне улица Декабристов). Параллельно существовали названия Кривая улица, 1-й Глухой переулок. 5 марта 1871 года дано название Максимилиановский переулок, по местонахождению Максимилиановской больницы в доме 2.
Современное название переулок Пирогова дано 15 декабря 1952 года в честь русского хирурга и анатома Н. И. Пирогова.

## История
Переулок возник в первой половине XVIII века.

## Достопримечательности
- Дом 3 — дом Болотникова, здание XVIII века, перестроил в 1862 г. арх. Ф. И. Габерцетель.  7832059000
- Больница № 28 (Максимилиановская).  7802689000
- Дом 8/3 — историческое здание, построенное в 1850—1851 годах архитектором А. Х. Пелем. В этом доме в 1836—1837 и 1840—1841 годах жил М. И. Глинка.  781710971320005
- Дом 18 — здание 1826 года постройки, перестроено в 1882—1885 по проекту арх. И. А. Аристархова. Здание общества «Пальма». Здесь в 1917 г. выступал В. И. Ленин.  7802686000